# Yevgueni Korotyshkin
Yevgueni Yevguénievich Korotyshkin, transliterado al inglés "Evgeny", (en ruso: Евгений Евгеньевич Коротышкин) (nacido el 30 de abril de 1983) es un nadador ruso de Moscú.

## Biografía
El primer entrenador de Yevgueni fue su madre, Liudmila Korotýshkina, que todavía opera en la piscina del complejo deportivo "Olimpiski". Más tarde fue entrenado por Vladímir Yermakov y Viacheslav Lukinski.
En la primavera de 2011, sufrió una intoxicación grave de alimentos, por lo que no pudo tener la forma óptima para ganar el Campeonato Mundial de Shanghái en julio, donde, finalmente terminó en sexto lugar.
Rusia lo reconoció como el mejor nadador de 2012.
Participó en los juegos europeos de policías y bomberos 2016 en Huelva (España).